# Deutsche Welle

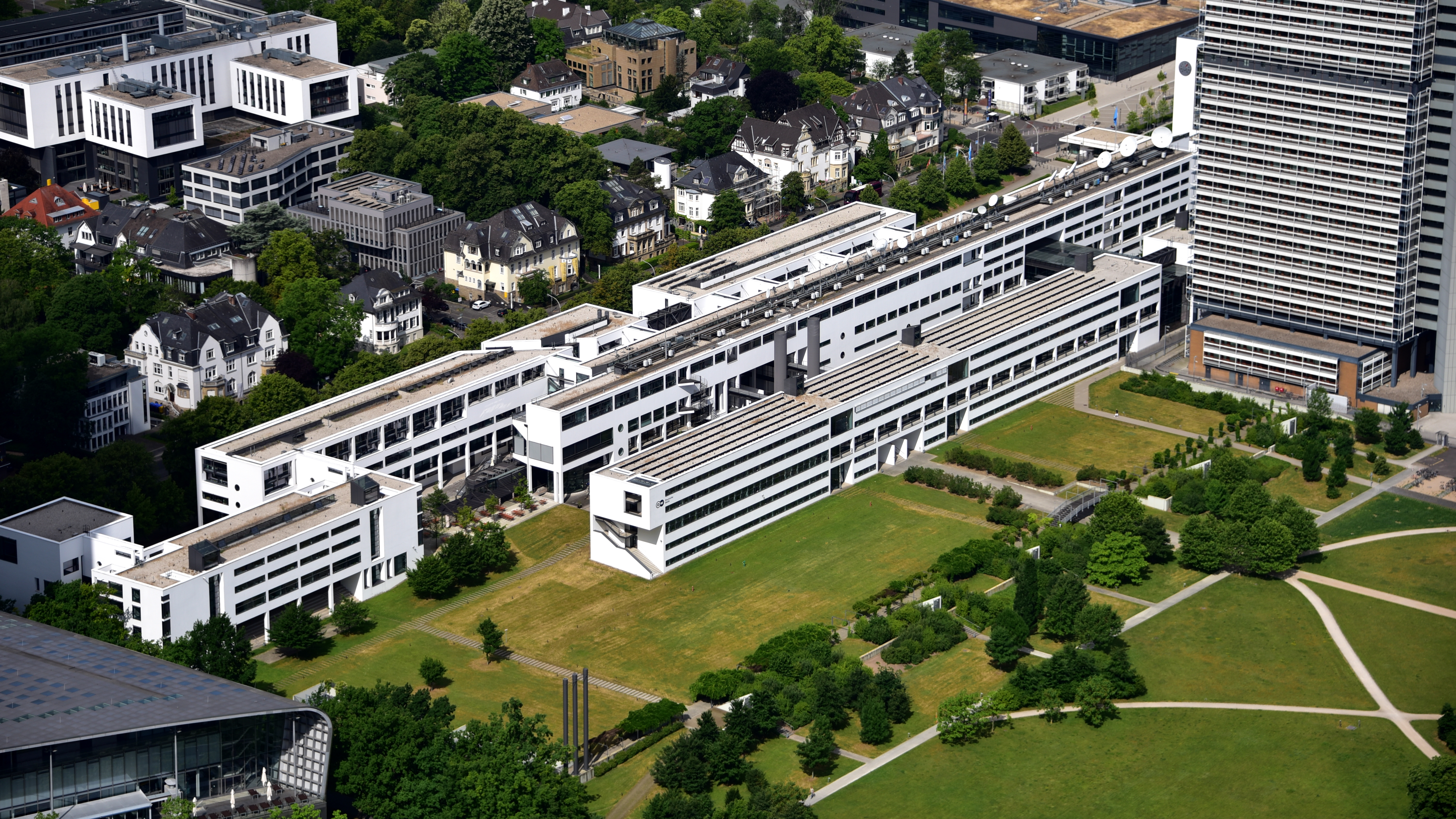
Deutsche Welle - Sediul Central

Deutsche Welle este un post de radio internațional din Germania. A început să emită regulat din anul 1953. Este membru ARD.

## Deutsche Welle în România
Primul program în limba română a fost difuzat de postul de radio german la 19 august 1963.
Din anul 1995, redacția postului de radio Deutsche Welle, în limba română, a fost condusă de Emil Hurezeanu, cunoscut publicist și analist politic, fost director al postului Radio Europa liberă.
În anul 2000, Deutsche Welle era preluat de 22 de posturi de radio locale autohtone, iar programele și emisiunile în limba română erau difuzate zilnic, timp de două ore.
De la 1 iulie 2009 reprezentantul operatorului german de radiodifuziune Deutsche Welle în România a fost Radu Bușneag.
Din anul 2002, secția română a postului de radio Deutsche Welle este condusă de Robert Schwartz.
Radio Deutsche Welle a renunțat la licența audiovizuală pe care o deținea în București la 1 iulie 2011, însă programele în limba română au fost difuzate în continuare, de alte posturi de radio locale, atât în România, cât și în Republica Moldova.
De la 1 ianuarie 2012, programul radio în limba română de la Deutsche Welle și-a încetat activitatea în ambele țări.
Activitatea de informare a continuat prin magazinul săptămânal european TV „EuroBox" în limba română, realizat de Deutsche Welle, difuzat de posturile publice din România și Republica Moldova, TVR Info respectiv TRM, și postat pe pagina de internet al Deutsche Welle.